# Čtverné číslo
Čtverné číslo je mluvnická kategorie čísla, která vyjadřuje čtyři osoby či věci.
V současnosti jsou známy pouze tři jazyky, které čtverné číslo používají. Patří mezi ně marshallština – úřední jazyk Marshallových ostrovů – a jazyk sursurunga užívaný na ostrově Nové Irsko (součást Papuy Nove Guineje). Třetím jazykem, který tuto mluvnickou kategorii zná, je český znakový jazyk.